# Reinhard Gnauck
Reinhard Gnauck (* 24. November 1935 in Breslau) ist ein deutscher Mediziner und Politiker.

## Biografie
Gnauck wuchs in Gera auf, studierte in Leipzig Medizin und wurde dort 1959 promoviert. In Gera erlebte er den Aufstand vom 17. Juni 1953 mit. Im Jahr 1959 floh Gnauck aus der DDR.
An der Universität Freiburg erwarb er 1963 zusätzlich ein Diplom. Seine ärztliche Tätigkeit begann er 1962 im Presbyterian Hospital und Medical Center in Philadelphia und im Brooklyn Jewish Hospital in New York. Von 1970 bis 2000 war er klinischer Gastroenterologe in Wiesbaden, wo er sich u. a. Früherkennungsmethoden für Darmkrebs widmete.
Gnauck war Mitglied der Deutschen Gesellschaft für Gastroenterologie, des American Board of Internal Medicine und der American Gastroenterological Association sowie seit 1982 im Screening-Committee der WHO.
Er war zudem 1972 Mitbegründer der Internationalen Gesellschaft für Menschenrechte (IGFM) und von 1981 bis 1985 deren Vorsitzender. Mit seiner Mitgliedschaft in der IGFM wurde 1976 ein Einreiseverbot in die DDR begründet.
Darüber hinaus ist Gnauck Mitglied der Walter-von-Baeyer-Gesellschaft für Ethik in der Psychiatrie und der Evangelischen Bruderschaft St. Georgs-Orden.
Gnauck wohnt in Mainz, ist verheiratet und hat einen Sohn.

## Politische Positionen
1972 legte Gnauck Verfassungsbeschwerde gegen die Bundestagsgesetze zum Moskauer Vertrag und zum Warschauer Vertrag ein, weil diese gegen das in der Präambel des Grundgesetzes verankerte Wiedervereinigungsgebot und diverse Grundgesetzartikel verstoßen würden.
Gnauck ist Mitglied der AfD Hessen.
Er unterzeichnete 2001 die Petition gegen die Entlassung des neurechten Publizisten Götz Kubitschek aus der Bundeswehr sowie 2006 den „Appell für die Pressefreiheit“, der gegen den Ausschluss der Jungen Freiheit von der Leipziger Buchmesse protestierte.
Gnauck war Förderer des Wiederaufbaus der Leipziger Paulinerkirche.

## Publikationen
- mit Ansgar Graw: SWAPO und die Menschenrechte. IGFM, Dt. Sekt, Frankfurt/Main 1986, ISBN 3-89248-007-9.
- als Herausgeber: Afghanistan – ein Volk stirbt. Promultis, Planegg 1986, ISBN 3-921843-74-X.